# Hans Ponader
Hans Ponader (* 11. Januar 1911 in Zweibrücken; † 19. Januar 1988 in Carlsberg) war ein deutscher Heimat- und Mundartdichter.

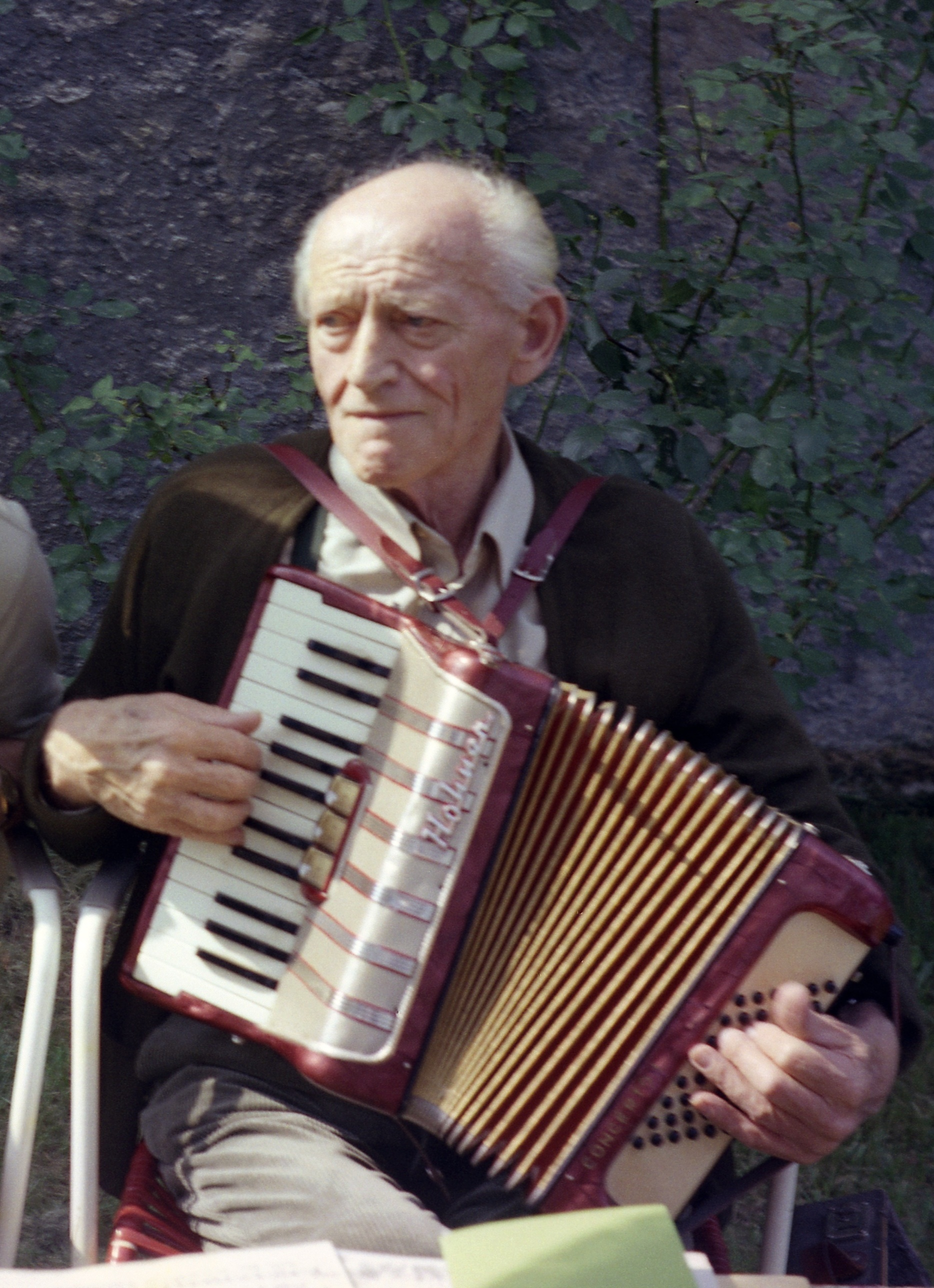
Hans Ponader 1982

## Leben
Hans Ponader war Sohn von Max Ponader, eines Zeichenlehrers, und von Klara Ponader, einer Pfarrerstochter. Er besuchte die Grundschule und die Oberrealschule in Zweibrücken. Nach Umzug der Familie nach München besuchte er die dortige Technische Hochschule. Nach dem Abschluss wurde er Bauleiter in der Tonindustrie, im Zweiten Weltkrieg hatte er den Rang eines Oberstfeldmeister beim Reichsarbeitsdienst. Ponader war im Sportbereich stark engagiert, so entdeckte und trainierte er die Leichtathletin Gisela Mauermeyer. Nach dem Krieg kehrte er in die Pfalz zurück und wurde neben seiner Lyrik und Prosa in Hochdeutsch vor allem bekannt für seine Mundartdichtungen, sein Freund und Mentor war Paul Münch. Beim Mundartdichterwettstreit in Bockenheim erhielt er 14 Preise. Er verfasste ein Singspiel sowie ein Weinstraßenlied und mehrere Bücher in Pfälzer Mundart.
Hans Ponader war verheiratet und hatte sieben Kinder.

## Auszeichnungen
- 1983 Dr.-Wilhelm-Dautermann-Preis und Reinhard-Klingel-Preis

## Werke
- Mei Orgelpeife, Pfälzer Humor. Gedichte und Geschichten. 1961 1. Aufl., Reithmeyer, Grünstadt 1980.
- Die Brotschublad, Heiteres und Besinnliches in Reimen und Prosa. Verlag Emil Sommer, Grünstadt 1966.
- Kuddelmuddel – Vun allem ebbes in Vers und Prosa, Mundart und Hochdeutsch. 1972 1. Auflage, Sommer, Grünstadt 1978.